# Goudgaon, Afzalpur
Goudgaon là một làng thuộc tehsil Afzalpur, huyện Gulbarga, bang Karnataka, Ấn Độ.